# Jens Harboe
Jens Harboe (6. november 1646 i Helsingør – 7. februar 1709) var en dansk overkrigssekretær, bror til Andreas Harboe og gift med Christine Harboe.

## Tidlig karriere
Han var søn af Christopher Harboe (død 1652 som tolder ved Svinesund) og Ursula Andreasdatter Kaal (Kohl), som var en københavnsk borgerdatter. Faderen var da ridefoged på Kronborg, og sønnen begyndte sin embedsbane i en lignende stilling, idet han efter anbefaling af amtmand Enevold Parsberg, i hvis tjeneste han havde stået, 1669 beskikkedes til ridefoged over kongens godser Frydendal og Kongsdal. 1674 blev han notarius publicus i København, et embede, han "frasagde sig" 1677, men allerede året forud var han trådt ind i den militære administration, idet han efter Landskrones erobring havde overtaget forretningerne som kommissarius i denne fæstning. Her virkede han endnu, da han 10. august 1678 blev kaldet til krigssekretær.

## Overkrigssekretær
Harboes tiltrædelse af denne post betegner et vendepunkt i Hærens og Flådens øverste styrelse, som i enevældens første tid var lagt i hænderne henholdsvis på et Krigs- og et Admiralitetskollegium, men som nu gik over til at blive en kabinetsstyrelse. 31. marts 1683 blev han officielt chef for det nyindrettede Krigs- og Admiralitetskollegium.
Kongen blev "sin egen krigs- og marineminister": han traf personligt bestemmelse selv i ubetydelige spørgsmål krigsmagten vedrørende. Herved blev Harboes stilling som krigssekretær eller, som han fra 11. august 1688 kaldtes, overkrigssekretær en ganske anden end hans forgængers. Denne havde været kollegiernes protokol- og ekspeditionssekretær; Harboe blev kongens militære kabinetschef, der forelagde kongen alle militære sager, modtog hans bestemmelse i disse og udfærdigede de deraf flydende ekspeditioner, til dels under sin egen hånd. Personal- og kommandosager forberedtes i hans eget bureau (Krigskancelliet). Han var derhos ordentligvis deputeret i Generalkommissariatet, der behandlede de økonomiske anliggender, og medlem af de kommissioner, der jævnlig nedsattes til overvejelse af særlige spørgsmål.

### Konflikt med Plessen
Også i sager, der lå uden for det militære, benyttede kongen Harboes administrative og finansielle indsigt, navnlig fra 1691 i de vigtige kommissioner i Rådstuen for Slottet. Men fra samme tidspunkt, som hans virksomhed således udvidedes til nye områder, måtte han bestå en hård kamp for at hævde sig i sit egentlige embede. I begyndelsen af 1692 måtte nemlig overrentemester Peter Brandt vige pladsen for Christian Siegfried von Plessen, og i den strid, der alt længe havde stået mellem "meklenborgerne" og "oversekretærerne", det vil sige hoffets og administrationens spidser, sank herved vægtskålen stærkt til fordel for de førstnævnte, der nu havde fået en af deres egne og tilmed en betydelig personlighed i spidsen for en af statsstyreisens vigtigste grene. Plessen, der i det hele kun dårligt harmonerede med de borgerligt fødte oversekretærer, ønskede særlig at få Harboe fjernet, fordi den under ham indførte forretningsgang hindrede Plessen som finansernes chef i at få indseende med militærvæsenet, og hans bestræbelser gik derfor ud på atter at få dette henlagt under en kollegialstyrelse, hvis sager så, ligesom de civile kollegiers, skulle foredrages kongen i Konseillet. Flere gange lod det til, at denne plan skulle lykkes, til andre tider til, at Harboe, der til sidst synes at være gået over fra forsvar til angreb, skulle fortrænge Plessen fra Rentekammeret. Så længe Christian V levede, henstod kampen dog uafgjort, men ved tronskiftet måtte Harboe opgive kampen og trække sig tilbage til privatlivet. Ved sin hovmodige optræden havde han skaffet sig mange fjender og blandt dem ikke blot flere af den nye konges nærmeste fortrolige, men også denne selv, hvis ønsker han, så længe han kun var kronprins, havde fundet det ufornødent at tage hensyn til. Plessen havde derfor let ved straks at få Harboe afløst (28. august 1699) med en af sine venner, Christian von Lente.

## Vurdering af Harboes virke
I 21 år havde Harboe beklædt sit vigtige embede. De fra Den Skånske Krig hjemvendte, mere eller mindre løst forbundne og uensartet organiserede afdelinger var i dette tidsrum sammenarbejdede til en stående hær, og de dele af denne, som, rigtignok i fremmed tjeneste, deltog i tidens krige, indlagde sig al ære. Også flåden, hvis første flagmand Niels Juel var i næsten hele perioden, var holdt i god stand, og begge værns øverste styrelse var bragt i et fast spor, fra hvilket der under de næste tre konger kun skete en væsentlig forandring ved oprettelsen af et særligt oversekretærembede for Flåden. En vigtig del af æren herfor må tilskrives Harboe. "Droit et diligent" var den devise, han havde valgt som Ridder af Dannebrog; ved retskaffenhed og flid havde han vundet sin konges tillid, og alle vidnesbyrd om den måde, hvorpå han benyttede sin indflydelse hos den let påvirkelige Christian V, stemmer med de ord, som denne på sit dødsleje henvendte til Harboe: "I har handlet som en ærlig Mand".

## Hæder
Beviser på kongens nåde var også i rigeligt mål blevet ham til del. Han var efterhånden steget til admiralitetsråd (1680), krigsråd (1682), etatsråd (1684) og gehejmeråd (1695); han var blevet hædret med et våbenbrev (1684, ikke et adelsbrev) og med Dannebrogordenen (1693), og endelig havde kongen skænket ham et gods, først, som det synes, i den sekvestrerede gottorpske andel af Slesvig, senere i det oldenborgske, hvor han 1689 oprettede en domæne til et riddergods for Harboe under navn af Hoveneck.
I Danmark besad Harboe af jordegods kun Søndervang, som hans anden hustru arvede; han ejede en gård på Østergade i København og købte af Magistraten en større grund uden for Østerport, hvor han anlagde en have, der i lang tid bar hans navn. Det bør også nævnes, at han tog livlig del i industrielle og kommercielle foretagender; navnlig satte han mange penge i skibsparter. Han blev herved en meget velhavende mand og måtte gentagende komme statskassen til hjælp med betydelige forstrækninger.
Harboe var to gange gift: Første gang (1682) med Karen von Meulengracht (29. juni 1655 - 28. januar 1702), datter af Hans von Meulengracht til Svendstrup; Anden gang (28. marts 1703) med Christine baronesse Fuiren, hvis stiftelser også har bevaret Harboes navn for efterverdenen. Derimod efterlod han ved sin død, 7. februar 1709, ikke børn.
Han er begravet i Vor Frue Kirke.
Der findes portrætmalerier af Harboe på Støvringgård og i Det Harboeske Enkefruekloster. Desuden afbildet på Jacques d'Agars maleri af Højesteret (1697, De Danske Kongers Kronologiske Samling).